# Федосієвка (Бурабайський район)
Федо́сієвка (каз. Федосеевка) — село у складі Бурабайського району Акмолинської області Казахстану. Входить до складу Веденовського сільського округу.
Населення — 21 особа (2021; 99 у 2009, 178 у 1999, 231 у 1989).
Національний склад станом на 1989 рік:
- росіяни — 40 %;
- казахи — 32 %.